# Линтер, Дмитрий Сергеевич
Дмитрий Сергеевич Линтер (эст. Dmitri Linter; 22 ноября 1973, Таллин, Эстонская ССР) — советник исполнительного директора Российского военно-исторического общества (РВИО). Лидер группы Ночной Дозор, выступавшей против переноса в Таллине Памятника советским воинам, павшим в Великой Отечественной войне. Член Президиума Международного правозащитного движения «Мир без нацизма».

## Политическая карьера
- 2004 год — был кандидатом в Европейский парламент от Русской партии Эстонии[2], набрав 107 голосов[3].
- 2007 год — на выборах в Рийгикогу выступал кандидатом от Конституционной партии Эстонии[4], набрав, в общей сложности, 122 голоса.[5]
- 2019 год -  стал заместителем главы исполкома единственной «правящей партии» ДНР — общественного движения «Донецкая республика»[6].

## Массовые беспорядки 2007 года
27 апреля 2007 года Дмитрий Линтер был арестован по обвинению в организации массовых беспорядков. Его жена, Марина Линтер подтвердила его алиби в ночь на 26 апреля, утверждая, что  Дмитрий Линтер был дома и только поддерживал контакты в прессой.  Марина Линтер заявила, что через два часа после его задержания Дмитрий оказался в Мустамяэской больнице под капельницей в бессознательном состоянии, и что после прибытия его семьи, был переправлен полицией в неизвестное место, а на следующий день был официально объявлено о его аресте. Она также заявила, что, несмотря на все просьбы, ни место его содержания, ни его состояние здоровья не было сообщено.
16 ноября 2007 года, после 7 месяцев ареста, Дмитрий Линтер и ещё один лидер Ночного Дозора, Максим Рева, были освобождены под залог .
14 января 2008 года Марк Сирык, Максим Рева, Дмитрий Линтер и Димитрий Кленский предстали перед судьей Харьюского уездного суда по обвинению в организации апрельских массовых беспорядков в эстонской столице. По словам Димитрия Кленского:
Хотя этот процесс называется уголовным, всем понятно, что это дело политическое. Власти намерены устроить показательный процесс. Лично я не признаю свою вину ни по одному из пунктов обвинения.
 Другие подсудимые придерживаются того же мнения. В случае признания обвиняемых виновными в организации массовых беспорядков им грозило тюремное заключение сроком до пяти лет. 
Такое ощущение, что обвинение просто выискивает улики там, где их нет, — заявила российской газете „Известия“ депутат Европарламента от Германии Сара Вагенкнехт. — Нет сомнений в том, что этот процесс политический. Обвинение основывается не на фактах, а на каких-то домыслах, не имеющих никакой почвы. Мы поражены теми антирусскими настроениями, которые царят в Эстонии.
5 января 2009 года суд признал Марка Сирыка, Максима Реву, Дмитрия Линтера и Димитрия Кленского невиновными. Прокурор обжаловала решение, однако 22 июля 2009 года Государственный суд Эстонии не принял к рассмотрению кассационную жалобу прокуратуры, поставив таким образом точку в деле. Согласно закону, за необоснованное содержание под стражей Реве и Линтеру полагается по 171 360 эстонских крон, а Сирыку - 39 480 крон, из расчёта по 840 крон (около 54 Евро) за один день безосновательно проведенный под стражей. 

## Деятельность на Украине
Весной 2014 года Дмитрий Линтер собирал добровольцев «для поездки в Крым». По данным за 2016 год Линтер проживал на территории РФ, а предположительно с весны 2019 года переехал в Донецк. В декабре 2019 стал заместителем (по организационной работе) главы исполкома единственной «правящей партии» самопровозглашённой ДНР — общественного движения «Донецкая республика». В 2023 году «Донецкая республика» вошла в состав всероссийской партии «Единая Россия», в рядах которой Линтер более не числится. С 2022 года также выступает в роли «политолога».